# 髙橋良明
髙橋良明（たかはし よしあき　1965年〈昭和40年〉1月9日 - ）は、日本の外交官。
平成3年に外務省入省後、在シンガポール日本国大使館公使等を務めたのち、令和6年9月より在バンクーバー総領事。

## 人物
東京都出身、東京工業大学（現東京科学大学）大学院理工学研究科数理計算科学専攻修了、理学修士（平成3年3月）。スタンフォード大学大学院修了、M.A. (International Development Policy) （修士（国際開発政策））。

## 略歴
- 平成3年4月　外務省入省
- 平成19年8月　在オランダ日本国大使館一等書記官
- 平成21年7月　在オランダ日本国大使館参事官
- 平成22年1月　大臣官房広報文化交流部文化交流課首席事務官
- 平成24年7月　総合外交政策局軍縮不拡散・科学部不拡散・科学原子力課国際科学協力室長
- 平成26年8月　国土交通省観光庁参事官（国際会議等担当）
- 平成27年6月　国土交通省観光庁参事官（国際関係担当）
- 平成28年7月　外務省領事局外国人課長
- 平成30年8月　外務省大臣官房情報通信課長
- 令和元年7月　在アフガニスタン日本国大使館公使
- 令和3年7月　在シンガポール日本国大使館公使
- 令和6年9月　在バンクーバー日本国総領事館総領事

## 同期
- 有馬裕（23年北米局長・22年南部アジア部長・21年大臣官房審議官（大使））
- 石月英雄（24年国際協力局長）
- 内田浩行（22年ストラスブール総領事）
- 大鶴哲也（22年内閣総理大臣秘書官）
- 小川秀俊（23年コンゴ民主共和国大使）
- 北川克郎（24年欧州局長）
- 河邉賢裕（23年総合外交政策局長・22年北米局長・21年在米国大使館公使）
- 島田丈裕（24年在米国大使館公使・22年儀典長・21年大臣官房総括担当審議官兼公文書監理官）
- 橋場健（23年スポーツ庁審議官・21年リオデジャネイロ総領事）
- 松永健（23年トロント総領事）
- 御巫智洋（24年次席国連大使・22年国際法局長）
- 實生泰介（22年大臣官房審議官（アジア大洋州局、アジア大洋州局南部アジア部担当担当））
- 毛利忠敦（24年ウラジオストク総領事）